# Reach the Sky
Reach the Sky fou un grup nord-americà de música hardcore punk originari de la ciutat de Boston (Massachusetts).

## Història
Reach the Sky es va formar l'any 1997, i l'any 1999 van publicar el seu primer treball de llarga durada, So Far From Home, amb la discogràfica Victory Records.
Després de la publicació de So Far From Home, Dan Tammik va deixar el grup i el fins llavors guitarrista Brendan Maguire es va posar al baix. El seu segon àlbum, Friends, Lies, and the End of the World, es va publicar el 2001 i a continuació el grup va anar de gira per Canadà. El 2002 el seu EP de debut fou remasteritzat i reestrenat amb algunes cançons noves. El 2003 Reach the Sky es van separar. El 2009 es van reagrupar amb una formació lleugerament diferent: Ian, Stu, Bob i Zach Jordan del grup Bane.
Bob es va convertir en membre de Bane, i Ian fundà més tard el grup Stand Accused. Stu esdevingué mànager de grups com Sick of it All, Dropkick Murphys i The Mighty Mighty Bosstones. A vegades també toca amb Bane.

## Membres
- Chris Chasse - guitarra (ara membre de Great Collapse i Nations Afire, ex-membre de Rise Against)
- Brendan "Stu" Maguire - guitarra
- Bob Mahoney - bateria
- Ian Larrabee - veu
- Dan Tammik - baix

## Discografia

### Àlbums
- 1999: So Far From Home (Victory Records)
- 2001: Friends, Lies, and the End of the World (Victory Records)

### EP
- 1998: Open Roads and Broken Dreams (East Coast Empire)

- 1999: Everybody's Hero (Victory Records)
- 2002: Open Roads and Broken Dreams (Deathwish Inc.)
- 2002: The Transient Hearts (Victory Records)

### Compartits
- 1998: Boston Hardcore (amb With One Intent, Back Ta Basics Records)
- 2000: Boston-Buffalo Express (amb Buried Alive, Indecision Records, 2000)
- 2001: NYC Takeover Vol. 1 (amb All Out War i Grey Area, Victory Records)